# 马尔桑新城
马尔桑新城（法語：Villeneuve-de-Marsan，法語發音：[vilnœv də maʁsɑ̃]）是法国朗德省的一个市镇，属于蒙德马桑区。

## 地理
马尔桑新城（43°53'35"N, 0°18'23"W）面积23.14 平方千米，位于法国新阿基坦大区朗德省，该省份为法国西南部沿海省份，是法國本土面积第二大的省，北起吉倫特省，西临大西洋，南至大西洋比利牛斯省，东临热尔省，东北与洛特-加龍省接壤。
与马尔桑新城接壤的市镇（或旧市镇、城区）包括：阿尔泰达尔马尼亚克、勒弗雷什、拉基、佩尔基、皮若-勒普朗、圣克里克新城、圣富瓦。

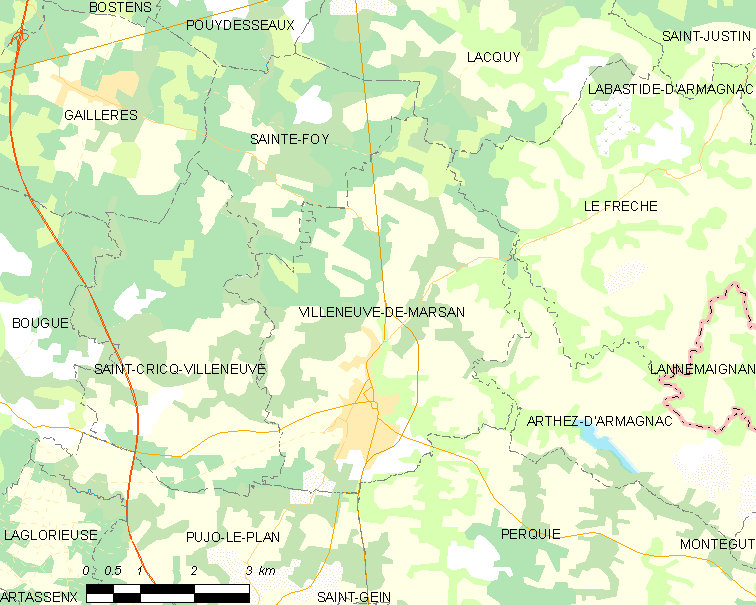
马尔桑新城的OSM定位图

马尔桑新城的时区为UTC+01:00、UTC+02:00（夏令时）。

## 行政
马尔桑新城的邮政编码为40190，INSEE市镇编码为40331。

## 政治
马尔桑新城所属的省级选区为阿杜尔-阿马尼亚克县。

## 人口

1962-2008年间马尔桑新城人口变化图示

马尔桑新城于2022年1月1日时的人口数量为2487人。